# 陳立行
陳 立行（ちん りっこう、CHEN LIXING）は、中国人女性社会学者。専門は地域社会学・国際社会学。関西学院大学社会学研究科教授。元日中社会学会会長（2010～2013）、世界社会学会（ISA）組織委員会委員（2010～2014）

## 来歴・人物
中国吉林省長春市出身。1982年中国東北師範大学外国語学部英文学卒業。1983年国費留学生として来日、1990年筑波大学社会学研究科に社会学博士学位を取得。日本で社会学博士学位を取得した最初の中国大陸出身者、日本の学術団体（2018年約1800）に最初の外国人女性会長。
国際連合地域開発センター（UNCRD）国連研究員、日本福祉大学情報社会科学部助教授、教授、カリフォルニア大学バークレー校客員研究員を経て、2010年関西学院大学社会学部、社会学研究科教授。

## 著書
単著
- 『中国の都市空間と社会的ネットワーク』国際書院、東京、1994
- What Has Been Lost in Contemporary China, Global China Press, London，2015

共著
- 吉田良生、陳立行、西牧良江、アーナンダ・クマーラ著『地域産業・社会と外国人労働者』、成文堂、東京、1997
- 小井土彰宏編著『移民政策の国際比較』、明石書店、東京、2003
- 北川隆吉・有末賢編『都市社会研究の歴史』、文化書房博文社、東京、2007
- 余語トシヒロ･佐々木隆共編著『地域社会と開発―東アジアの経験』、古今書院、東京、2008

編著
- 『向社会福祉跨超』、中国社会科学文献出版社、北京、2007
- 『転換期中国における社会保障と社会福祉』、国際書院、東京、2008
- 『地震災害・救援・復興的中日比較研究』、吉林文史出版社、長春、2014
- 『那些年：我们一起去留学』、吉林文史出版社、長春、2015

コラム
- 新華網『立行看日本』計３６回　２０１１年～２０１４年
- 新華網『思客』（Thinker）　２０１４年～